# Dunet
Dunet is een gemeente in het Franse departement Indre (regio Centre-Val de Loire) en telt 103 inwoners (2015). De plaats maakt deel uit van het arrondissement Le Blanc.
Dunet heeft een bos "Forêt de Dunet".
In het centrum van Dunet staat een Romaanse kerk, gebouwd in de 12e tot 13e eeuw.

## Geografie
De oppervlakte van Dunet bedraagt 9,3 km², de bevolkingsdichtheid is dus 11,9 inwoners per km².
Dunet ligt in het dal van de l'Anglin. De Hameaus Barbière en Beauvais, die beide tot Dunet behoren, bieden een prachtig uitzicht over dit dal.
De onderstaande kaart toont de ligging van Dunet met de belangrijkste infrastructuur en aangrenzende gemeenten.

## Demografie
Onderstaande figuur toont het verloop van het inwonertal (bron: INSEE-tellingen).